# Долина Молчания

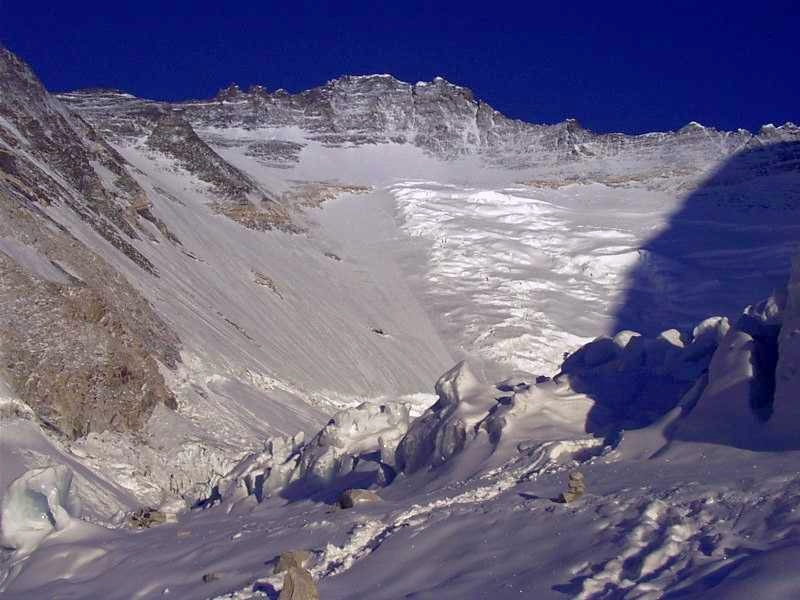
Долина Молчания. На заднем плане — стена Лхоцзе

Долина Молчания (она же Долина Тишины, Западный Цирк или Западный Кар, англ. Valley of Silence или Western Cwm) — широкая, плоская, слабо холмистая ледниковая долина (ледниковый бассейн), расположенный у подножия Стены Лходзе Джомолунгмы. Была так названа Джорджем Меллори в 1921 году во время проведения «Британской разведывательной экспедиции», впервые исследовавшей верхние части Джомолунгмы в поисках маршрутов для будущих восхождений на вершину.
Современные восходители также идут к вершине Джомолунгмы через Долину Молчания; она расположена на юго-восточном маршруте после Ледопада Кхумбу. Центральная часть долины рассечена большими поперечными расселинами, тянущимися оттуда до самого верха этого ледника. Альпинистам, поднимающимся к вершине, приходится огибать эти расселины справа, где вдоль подножия Нупцзе тянется узкий проходимый путь, известный как «лезвие Нупцзе» (англ. Nuptse corner). Но там открываются потрясающие виды на верхние 2400 метров Джомолунгмы (из Базового лагеря вершина горы не видна; восходители первый раз видят её именно отсюда).
Заснеженные чашеобразные склоны долины отражают и усиливают солнечный свет, который заметно прогревает Долину Молчания, несмотря на то, что она расположена на значительной высоте — 6000–6800 м над уровнем моря. В ясную безветренную погоду в некоторых местах в Долине Молчания температура доходит до +35 °C, и проходить их становится трудно из-за такой жары.